# ムンディルファリ
ムンディルファリ（ムンディルフェーリとも。古ノルド語: Mundilfäri。あるいは Mundilfari、「定まった時間の中を動く者」の意）はヨートゥン（北欧神話の巨人族）のひとり。『スノッリのエッダ』の「ギュルヴィたぶらかし」では、太陽の女神ソールと月の神マーニの父にあたる。自身の子供たちがあまりに美しいため、娘にソール（太陽）、息子にマーニ（月）という名をつけたことから、神々の怒りを買った。
土星の第25衛星ムンディルファリの名祖（なおや）である。